# Jean Beauvoir

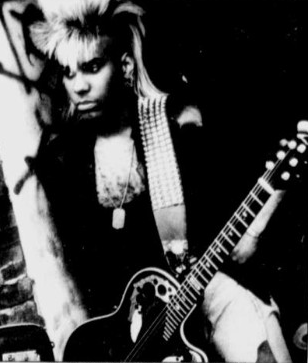
Jean Beauvoir (1986)

Jean Beauvoir (* 1962 in Chicago, Illinois) ist ein US-amerikanischer Sänger, Bassist, Gitarrist, Multiinstrumentalist sowie ein Songwriter, Produzent und Entertainer.

## Leben
Beauvoir wurde in Chicago als Kind von Eltern mit haitianischem Hintergrund geboren. Als Kind spielte er Schlagzeug und wechselte als Teenager zum Bass. Mit 15 Jahren wurde er durch den Manager des Sängers Gary U. S. Bonds entdeckt, in die Band aufgenommen und zum musikalischen Leiter berufen. Anschließend sang er in der Doo-Wop-Gesangsband The Flamingos die Hauptstimme. Beauvoir nahm mit beiden Bands neben Chuck Berry, Little Richard und Bo Didley bei den Dick-Clark-Revival-Konzerten in den USA teil und sammelte so seine ersten musikalischen Erfahrungen.
Mit 15 Jahren wurde Beauvoir von seinem Vater aus dem Haus geworfen, weil er sich entschlossen hatte, Musiker zu werden. Er zog mit den damaligen Bandmitgliedern in eine eigene Wohnung. In der Zeit, als der Punk-Rock massentauglich wurde, zog Beauvoir nach New York City und bewarb sich auf eine Anzeige der US-amerikanischen Band Plasmatics, die einen Bassisten suchte. In den Jahren 1980 bis 1981 nahm er mit der Band drei Alben auf, worauf er neben dem Bass auch Keyboard spielte. In dieser Zeit ließ er sich den blonden Irokesenschnitt wachsen, den er auch später noch trug.
Nach der Veröffentlichung des Albums Beyond the Valley of 1984 verließ er die Plasmatics und wurde für zwei Alben Bandmitglied von Steve Van Zandts Little Steven & the Disciples of Soul.
Mit dem Gitarristen der Band Kiss, Paul Stanley, schrieb und produzierte er einige Lieder für deren dreizehntes Album Asylum. Beauvoir spielte Bass und übernahm in der Abwesenheit von Gene Simmons den Backgroundgesang bei Who Wants to Be Lonely und Uh! All Night.
Mit dem Album Drums Along the Mohawk, das in Großbritannien 1986 von Virgin Records veröffentlicht wurde, begann er seine Solo-Karriere. Im selben Jahr wählte Sylvester Stallone den Titel Feel the Heat für seinen Film Cobra aus. Das Lied erreichte Top-10-Platzierungen in den europäischen und australischen Charts und gelangte auf Platz 73 der Billboard Hot 100. Aufgrund des Erfolges erschien in den USA die Single Drums Along the Mohawk, die Platz 93 der Billboard 200-Charts belegte.
Beauvoir war als Produzent und Co-Autor am Song My Brain Is Hanging Upside Down von der Band Ramones beteiligt, das unter dem Titel Bonzo Goes to Bitburg veröffentlicht wurde. Für die Verfilmung von Stephen Kings Friedhof der Kuscheltiere produzierte und arrangierte er mit den Ramones den Titelsong Pet Sematary. Das Lied war auch der erfolgreichste Radio-Hit der amerikanischen Musiker und erreichte Platz 4 der Billboards Modern Rock Charts. Für die Filme Shocker, Makellos, School of Rock, Schuldig – Ein mörderischer Auftrag, Rock’n’Roll High School Forever, Berlin Nights, Die Chaoscamper, Unthinkable – Der Preis der Wahrheit und Why Him? produzierte und arrangierte er weitere Musiken. Für den 2004 erschienenen Film Verrückte Weihnachten steuerte Beauvoir den von den Ramones gespielten Titelsong Merry Christmas (I Don’t Want to Fight Tonight) bei und vertonte selbst den Abspann mit Merry Christmas to All of the World.
1988 gründete Beauvoir die multiethnische Band Voodoo-X. Neben ihm selbst gehörten ihr der Halbindianer Tommy Lafferty, der Hawaiianer Iwan Wong, der Alaskaner Ernie Lake und der nach seinem Ausstieg bei Nena in die USA übergesiedelte deutsche Keyboarder Uwe Fahrenkrog-Petersen an. Der Bandname ist eine Kombination der Komponenten „Zauber“ und „geheimnisvoll“. Ihr Stil wurde als „[g]lamouröses Schwermetall, irgendwo zwischen L. A. Glitter und brachialem Metal-Rock“ beschrieben. Nach dem Album Vol. 1 – The Awakening und einer Europa-Tournee als Vorgruppe von Saga im März 1990 löste sich Voodoo-X jedoch wieder auf und Beauvoir schloss sich in Los Angeles Crown of Thorns an.
Beauvoir gründete und leitete als CEO die Voodoo Island Entertainment Group mit den angeschlossenen Geschäftsbereichen Voodo Island Records und Voodoo Island Productions. Ebenso ist er der Gründer und CEO von Hot Boy Music und Tigre Noire Music. Zwischen 2004 und 2010 zog sich Beauvoir für sechseinhalb Jahre von der Bühne zurück und leitete als CEO das Medienunternehmen Renegade von Steven Van Zandt.
Für seine Band Crown of Thorns, in der Beauvoir als Sänger tätig ist, schrieb und produzierte er weiterhin. Am 9. Juni 2009 wurde das 2008 erschienene Album Faith in den USA auf dem Label Lost Cathedral Sony Red wiederveröffentlicht.
2014 war Beauvoir einer der ausführenden Produzenten der Fernsehsendung Hit mit dem Komiker Kristian Valen, die auf SBS Discovery Television ausgestrahlt wurde. Zudem veröffentlichte er mit Micki Free 2015 unter dem Projektnamen Beauvoir/Free auf dem italienischen Label Frontiers Records weltweit das Album American Trash.
Im Mai 2015 wurde Beauvoir als U.S. CEO des norwegischen auf Kinder ausgerichteten Animationswerkes City of Friends rekrutiert. Von dieser Aufgabe ist er zwischenzeitlich zurückgetreten.
Am 22. Oktober trat Beauvoir beim dreitägigen Rockingham Festival als zweiter Künstler nach dem Headliner Steelheart auf. Es folgten 2016 weitere Auftritte beim Bang Your Head Festival in Deutschland, dem Graspop Festival in Belgien, beim spanischen Azkena Rock Festival in Spanien sowie dem Ramblin Man Fair in Großbritannien.
Im Juni und Oktober 2018 veröffentlichte Beauvoir mit Rock Masterpieces I & II zwei Best-Of-Alben. In dem im Januar 2019 erschienenen Dokumentarfilm Band versus Brand vom Autor und Regisseur Bob Nalbandian war Beauvoir Teil der Musiker, die die Spannung zwischen der Integrität einer erfolgreichen Band und der ausbeuterischen Seite der Musikindustrie thematisierten. Im Mai desselben Jahres übernahm er die Rolle des Beal in dem Film The Killer’s Requiem von Brian McLane. Für einen Windel-Werbespot coverte Beauvoir den Song Born to Be Wild von Steppenwolf.

## Diskografie

### Alben
| Jahr | Album                    | Singles                                                                | Musiklabel                       |
| ---- | ------------------------ | ---------------------------------------------------------------------- | -------------------------------- |
| 1986 | Drums Along the Mohawk   | Feel The Heat (Titelsong Die City-Cobra); Missing The Young Days       | Virgin Records; Columbia Records |
| 1988 | Jacknifed                | Gamblin’ Man                                                           | Columbia Records                 |
| 1998 | Rockin’ in the Street    |                                                                        | Virgin Records                   |
| 2001 | Bare to the Bones        | Here She Comes (Titelsong Schuldig – Ein mörderischer Auftrag); Monday | Records; Point Records           |
| 2003 | Chameleon                |                                                                        | Edel Records                     |
| 2017 | Rock Masterpieces Vol. 1 |                                                                        | Voodoo Island                    |
| 2017 | Rock Masterpieces Vol. 2 |                                                                        | Voodoo Island                    |

### Autorenbeteiligungen und Produktionen
| Jahr | Künstler     | Album       | Titel                  | Funktion(en)                       |
| ---- | ------------ | ----------- | ---------------------- | ---------------------------------- |
| 1985 | Nona Hendryx | I Need Love | No Brakes              | Songwriter                         |
| 2016 | Nona Hendryx |             | In Praise Of Older Men | Instrumente, Produzent, Songwriter |

### Soundtracks
| Jahr | Film                                | Künstler      | Titel                  | Funktion                                      |
| ---- | ----------------------------------- | ------------- | ---------------------- | --------------------------------------------- |
| 2000 | Schuldig – Ein mörderischer Auftrag | Jean Beauvoir | Here She Comes         | Interpret, Instrumente, Produzent, Songwriter |
| 1989 | Shocker                             | Jean Beauvoir | Shocker; The Awakening | Interpret, Instrumente, Produzent, Songwriter |
|      | Berlin Nights                       | Jean Beauvoir |                        | Interpret, Schauspieler                       |

### Fernsehen & Video
| Beschreibung                                                       | Funktion                           |
| ------------------------------------------------------------------ | ---------------------------------- |
| Lifestyles of The Rampones                                         | Interview                          |
| Doro: Burn It Up (25 Years in Rock)                                | Vorgestellter Künstler             |
| Too Tough To Die A TributeTo Johnny Ramone Dokumentation „Ramones“ | Produzent (Musik), Songwriter      |
| So We May Grow (TV Kurzfilm)                                       | Komponist                          |
| Kanal Valen (Fernsehserie auf SBS Discovery)                       | Ausführender Produzent, Darsteller |
| Schook OZ (World’s First Hologram Musical)                         | Songwriter für KPop Group Shinee   |

## Privat
Beauvoir lebt in Bonita Springs, Florida.